# Rococovariaties
De Rococovariaties van Pjotr Iljitsj Tsjaikovski is een werk gemaakt voor cello en orkest (kan ook cello en piano).
Het stuk werd in 1876 geschreven voor en mede door de Duitse cellist Wilhelm Fitzenhagen.